# Late Orchestration
Late Orchestration — концертный альбом американского рэпера Канье Уэста, выпущенный 24 апреля 2006 года на лейбле Mercury Records в Европе и Азии. В альбом вошли записи живых исполнений песен из его первых двух студийных альбомов, The College Dropout (2004) и Late Registration (2005). Он был записан в студии Abbey Road Studios в Лондоне, перед 300 приглашёнными гостями 21 сентября 2005 года. Вместе с артистом выступал женский струнный оркестр из семнадцати человек, а в качестве гостей выступали John Legend, Lupe Fiasco, GLC и Consequence. На компакт-диске представлено полное исполнение (12 треков) и дополнительный (бонусный) трек Gold Digger. Запись концерта, а также интервью и бонусные клипы на первые четыре сингла Late Registration были выпущены на DVD.
Обложка альбома является отсылкой на альбом Abbey Road группы The Beatles

## Трек лист
| №                   | Название                     | Длительность |
| ------------------- | ---------------------------- | ------------ |
| 1.                  | «Diamonds from Sierra Leone» | 4:08         |
| 2.                  | «Touch the Sky»              | 4:07         |
| 3.                  | «Crack Music»                | 2:48         |
| 4.                  | «Drive Slow»                 | 4:34         |
| 5.                  | «Through the Wire»           | 3:33         |
| 6.                  | «The New Workout Plan»       | 2:53         |
| 7.                  | «Heard 'Em Say»              | 4:10         |
| 8.                  | «All Falls Down»             | 3:13         |
| 9.                  | «Bring Me Down»              | 3:21         |
| 10.                 | «Gone»                       | 4:15         |
| 11.                 | «Late»                       | 3:54         |
| 12.                 | «Jesus Walks»                | 3:14         |
| 13.                 | «Gold Digger»                | 3:18         |
| Общая длительность: | Общая длительность:          | 47:19        |